# Takson
Takson (z gr. τάξις táksis – „układ, porządek”) – grupa organizmów (populacja lub grupa populacji) zwykle uznawanych za filogenetycznie spokrewnione, wyróżniających się konkretną cechą różniącą je od innych jednostek taksonomicznych.
Takson obejmuje wszystkie zawarte w nim taksony niższego poziomu. Kryterium pokrewieństwa stosowane jest w systemach filogenetycznych, mimo że taksonem w zasadzie może być dowolna grupa organizmów. W taksonomiach ludowych kryteria wyróżniania mogą być inne. W naukowej taksonomii za podstawową kategorię uznaje się gatunek, podczas gdy w taksonomii ludowej uważa się, że jako najbardziej fundamentalna jest postrzegana różnica na poziomie rodzaju (nie zawsze ściśle odpowiadającego rodzajowi w naukowej taksonomii).
Każdemu taksonowi przypisywana jest unikatowa nazwa naukowa. W klasycznej systematyce ewolucyjnej określana jest też ranga konkretnej kategorii systematycznej danego taksonu. W kladystyce wyróżniane są jednostki taksonomiczne nazywane kladami, które często nie mieszczą się w stosunkowo wąskim zakresie kategorii systematycznych.

## Podział taksonów
Ze względu na pochodzenie wyróżnia się:
- takson monofiletyczny – obejmuje wszystkich potomków wspólnego przodka,
- takson polifiletyczny – obejmuje potomków różnych przodków,
- takson parafiletyczny – obejmuje część potomków wspólnego przodka,

Współczesna systematyka organizmów dąży do wyłonienia wyłącznie taksonów monofiletycznych.
Ze względu na złożoność wyróżnia się:
- takson monotypowy – obejmuje tylko jeden takson niższej rangi,
- takson politypowy – obejmuje co najmniej dwa taksony niższej rangi.

## Nazewnictwo systematyczne

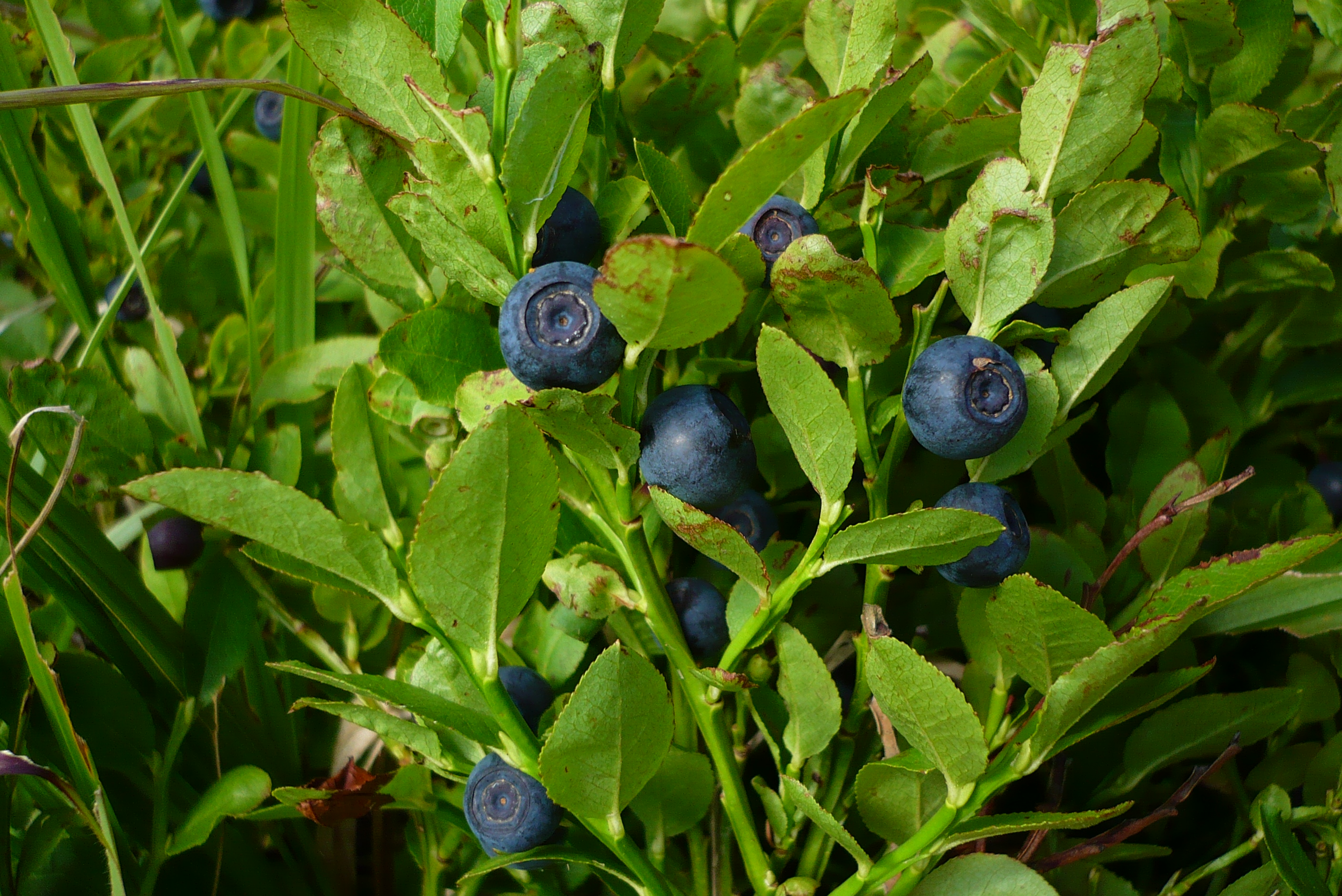
Borówka czarna
Vaccinium myrtillus

Organizmom klasyfikowanym w obrębie poszczególnych jednostek taksonomicznych nadawane są nazwy naukowe:
- uninominalne (jednoczłonowe) dla taksonów o randze wyższej od gatunku, np. Ericaceae (rodzina wrzosowate);
- binominalne (dwuczłonowe, binomy) dla gatunku, złożone z nazwy rodzaju, do którego gatunek należy, i epitetu gatunkowego, określającego ściśle dany gatunek;
- trynominalne (trójczłonowe, trynomy) dla podgatunku, złożone z nazwy gatunku, w którym wyróżniono ten podgatunek oraz specyficznej dla niego nazwy podgatunkowej.

Nazwy naukowe są powszechnie nazywane nazwami łacińskimi, ponieważ często wywodzą się z łaciny lub są zlatynizowanymi nazwami pochodzącymi z innych języków.
Zwyczaj nadawania nazw łacińskich narodził się w czasach, gdy łacina była językiem powszechnie stosowanym przez ludzi nauki. Zasady nazewnictwa biologicznego są określane przez odpowiednie kodeksy nazewnictwa botanicznego i zoologicznego. Kodeksy te regulują zasady naukowego nazewnictwa roślin i zwierząt, nie omawiając nazewnictwa w innych językach. Mimo tego, że dla dużej części organizmów istnieją rodzime odpowiedniki nazwy naukowej, wiele roślin i zwierząt określa się mianem tradycyjnym, często bardzo odmiennym od nazwy naukowej. Przykładem może być Vaccinium myrtillus, czyli borówka czernica (polska nazwa zwyczajowa), zwana powszechnie borówką lub czarną jagodą.
Pełna nazwa naukowa obejmuje również cytat, czyli nazwisko (lub jego standardowy skrót) autora diagnozy taksonomicznej oraz datę i źródło opublikowania diagnozy danego taksonu, np.:
Rubus henrici-egonis Holub, Folia Geobot. Phytotax. 26: 334. 1991.
Często spotykana w nazwach naukowych duża litera L. oznacza, że autorem danej nazwy jest Karol Linneusz, szwedzki systematyk, który spopularyzował binominalne nazewnictwo gatunków.

### Przyrostki nazw
Dla taksonów powyżej rodzaju nazwy systematyczne tworzy się zazwyczaj z użyciem nazwy typowego rodzaju, dodając do niego standardowy przyrostek (sufiks), np. rodzaj Rosa (róża), rodzina Rosaceae (różowate), rząd Rosales (różowce). Przyrostki te zależą od królestwa i zebrane są w poniższej tabeli.
| Takson / Ranga | Rośliny  | Glony     | Grzyby     | Zwierzęta | Bakterie |
| -------------- | -------- | --------- | ---------- | --------- | -------- |
| Gromada        | -phyta   | -phyta    | –mycota    |           |          |
| Podgromada     | -phytina | -phytina  | –mycotina  |           |          |
| Klasa          | –opsida  | –phyceae  | –mycetes   |           | –ia      |
| Podklasa       | –idae    | –phycidae | –mycetidae |           | –idae    |
| Nadrząd        | -anae    | -anae     | -anae      |           |          |
| Rząd           | -ales    | -ales     | -ales      |           | –ales    |
| Podrząd        | -ineae   | -ineae    | -ineae     |           | –ineae   |
| Infrarząd      | -aria    | -aria     | -aria      |           |          |
| Nadrodzina     | -acea    | -acea     | -acea      | –oidea    |          |
| Rodzina        | -aceae   | -aceae    | -aceae     | –idae     | –aceae   |
| Podrodzina     | -oideae  | -oideae   | -oideae    | –inae     | –oideae  |
| Plemię         | -eae     | -eae      | -eae       | –ini      | –eae     |
| Podplemię      | -inae    | -inae     | -inae      | –ina      | –inae    |

Uwagi:
- Dla zwierząt standardowe przyrostki ustalone są tylko dla taksonów nadrodziny i niższych (artykuł 29.2 ICZN).
- Nazwy taksonów wyższych od rodziny mogą być tworzone na podstawie typowego rodzaju lub też być opisowe, np. Magnoliophyta, Angiospermae, Dicotyledones.